# 壽姓
寿姓是中文姓氏之一，在《百家姓》中排第311位。在现代他是极罕见的姓氏。

## 起源
寿姓有多种来源：
1. 出自姬姓，以祖先名为姓。《风俗通义》载，寿姓为春秋时吴国国君寿梦的后代。
2. 出自彭姓，彭祖之后。据《路史》载，彭祖后代以其长寿而寿字为姓。

另外，清代有壽山，為袁崇煥後代，因屬漢軍正白旗而跟隨滿族習慣不使用姓氏，其子女隨名姓改姓「壽」。

## 郡望
- 京兆郡：即长安，今陕西西安市、华县一带。

## 延伸阅读
[在维基数据编辑]
 《百家姓》
 《欽定古今圖書集成·明倫彙編·氏族典·壽姓部》，出自陈梦雷《古今圖書集成》